# Осычнюк, Анна Захаровна
Анна Захаровна Осычнюк (Osychnyuk, Osytshnjuk, Anna/Ganna Zakharovna; укр. Ганна Захарівна Осичнюк; 25 сентября 1926, Бандуровка, Кременчугский округ — 13 мая 1998, Киев) — украинский энтомолог, гименоптеролог, один из крупнейших советских специалистов по пчелиным из семейств Andrenidae, Colletidae, Megachilidae (Apoidea, Hymenoptera), кандидат биологических наук.

## Биография
Родилась 25 сентября 1926 года в селе Бандуровка, Александрийский район, Кременчугский округ, Украинская ССР.
В 1952 году закончила Киевский университет. С 1956 года работала в Отделе общей и прикладной энтомологии Института зоологии им И. И. Шмальгаузена Национальной Академии Наук Украины (г.Киев). Ею открыто и описано около 100 новых для науки видов и других таксонов одиночных пчёл.
В честь Осычнюк были названы виды и другие таксоны пчёл, например подрод Osychnyukandrena рода Andrena.
Умерла 13 мая 1998 года в Киеве (Украина).

## Труды
- Осичнюк А. З. Фауна Украіни. Бджолині. Бджоли — колетиди / Г. З. Осичнюк. — Київ : Наукова думка, 1970. Т.12. Вип. 4. — 156 с.
- Осичнюк А. З. Фауна Украіни. Бджолині. Бджоли — андреніди. / Г. З. Осичнюк. — Київ: Наукова думка, 1977. Т.12. Вип. 5. — С. 5—327.
- Осычнюк А. З., Панфилов Д. В., Пономарева А. А. Надсемейство Apoidea. // Определитель насекомых европейской части СССР. Л., 1978. Т. 3, ч. 1: Перепончатокрылые. С. 279—518.
- Осычнюк А. З. 1995. Сем. Andrenidae — Андрениды // Определитель насекомых Дальнего Востока России. — Санкт-Петербург. — Том 4. — Часть 1. — С. 489—527.
- Осычнюк А. З. Новый вид рода Andrena F,(Hymenoptera, Apoidea, Andrenidae) из Приморья // В сб.: Перепончатокрылые Дальнего Востока. Владивосток, 1981. С. 113—116.
- Осычнюк А. З. Новые дальневосточные виды андрен порода Euandrena Hed. (Hynenoptera, Apoidea, Andrenidae) // В кн.: Перепончатокрылые Восточной Сибири и Дальнего Востока. Владивосток, 1986. С. 111—116.
- Осычнюк А. З., Маршаков В. Г., Романькова Т. Г., Левчинская Г. Н. К изучению пчелиных (Apoidea) и роющих ос (Sphecidae) в Лазовском заповеднике Приморского края // Вестник Харьковского ун-та. Проблемы онтогенеза, гетерозиса и экологии животных. Харьков: Высшая школа, 1980. № 195. С. 76—78.
- Osytshnjuk, A.Z., 1993. New subgenera and new species of Palaearctic Andrena bees (Hymenoptera, Andrenidae). Vest. Zool., 5: 60—66.
- Osytshnjuk, A.Z., 1985. Two new Asiatic Andrena species (Hymenoptera, Andrenidae). Vest. Zool., 3: 19—23.
- Осычнюк А. 3. Предварительный эколого-фаунистический обзор пчелиных (Apoidea) Каневского заповедника // Материалы к изучению фауны и экологии насекомых центральных районов лесостепи Украины. Киев: Киев. гос. ун-т, 1963. С. 178—199.